# Leonardus Axius
Leonardus Axius, född 1640 i Västra Eneby församling, död 17 juni 1688 i Borgs församling, Östergötlands län, var en svensk präst.

## Biografi
Axius föddes 1640 på Axhult i Västra Eneby församling. Han var son till bonden Måns. Axius blev i oktober 1660 student vid Uppsala universitet. Han blev kollega i Norrköping 1661. Axius prästvigdes 10 april 1663 och blev 1678 kyrkoherde i Borgs församling. Axius avled 1688 i Borgs församling.

### Familj
Axius gifte sig 17 juli 1664 med Anna Hansdotter Gripenhagen. De fick tillsammans barnen Magnus Axius (född 1666), Anna Axius som var gift med hospitalspredikanten Bengt Sandelius i Norrköping, samt sonen Johannes Linderoth i Stockholm. Efter Axius död förstörde hustrun de gamla kyrkböckerna i församlingen.